# نانسي هافكين
نانسي هافكين هي رائدة في مجال الشبكات وتكنولوجيا المعلومات في أفريقيا. قادت نظام المعلومات التنموية الأفريقي (PADIS) التابع للجنة الاقتصادية لأفريقيا (UNECA) من عام 1987 حتى 1997، وساهمت في تمكين الاتصال عبر البريد الإلكتروني في أكثر من 10 دول أفريقية خلال أوائل التسعينيات، قبل انتشار الاتصال الكامل بالإنترنت في معظم أنحاء القارة.

## التعليم والمسيرة المهنية
درست هافكين التاريخ والأنثروبولوجيا في جامعة برانديز في بوسطن من 1960 إلى 1965، ثم واصلت دراستها في جامعة بوسطن من 1965 إلى 1967، حيث حصلت على درجة الدكتوراه بأطروحة حول التجارة والمجتمع والسياسة في شمال موزمبيق ,
ثم انتقلت هافكين إلى إثيوبيا عام 1975 مع زوجها برهانو أبيبي، وعاشا في أديس أبابا لمدة 25 عامًا حتى عام 2000. خلال عملها مع اللجنة الاقتصادية لأفريقيا، أدركت نقص الوصول إلى المعلومات في القارة، حيث كانت البيانات تُشارك عبر الفاكس والبريد التقليدي. لمواجهة هذه التحديات، أطلقت نظام المعلومات التنموية الأفريقي (PADIS) في عام 1986، وساهمت في إنشاء أولى شبكات الاتصالات الإلكترونية في عشر دول أفريقية، مقنعةً العديد من المسؤولين الحكوميين بأهمية الإنترنت.
وفي عام 2000، تركت منصبها في الأمم المتحدة وعادت إلى الولايات المتحدة مع زوجها لمواصلة عملها في تحسين وصول المرأة إلى المعلومات، وهو أحد أهدافها الأولية كباحثة شابة.
وبعد تقاعدها من الأوساط الأكاديمية، لا تزال هافكين تُلقي محاضرات رئيسية حول تمكين المرأة ومشاركتها في تكنولوجيا المعلومات
شاركت هافكين في تحرير كتاب "المرأة الأفريقية وتكنولوجيا المعلومات: دراسات وممارسات"، الذي يركز على دور المرأة في مجال تكنولوجيا المعلومات في أفريقيا. تقديرًا لمساهماتها، فازت بجائزة قاعة مشاهير الإنترنت في عام 2012.